# Campionati del mondo di corsa campestre 2002
Il XXX Campionato mondiale di corsa campestre si è disputato ad Dublino, in Irlanda, il 23 e 24 marzo 2002 al Leopardstown Racecourse. Vi hanno preso parte 664 atleti in rappresentanza di 59 nazioni. Il titolo maschile è stato vinto da Kenenisa Bekele mentre quello femminile da Paula Radcliffe.

## Nazioni partecipanti
Qui sotto sono elencate le nazioni che hanno partecipato a questi campionati (tra parentesi il numero degli atleti per ciascuna nazione):
- Algeria (30)
- Andorra (3)
- Argentina (5)
- Australia (19)
- Austria (1)
- Belgio (27)
- Bielorussia (4)
- Brasile (2)
- Burundi (4)
- Canada (34)
- Isole Cayman (2)
- Cile (5)
- RD del Congo (1)
- Croazia (1)
- Egitto (3)
- Eritrea (15)
- Etiopia (35)
- Francia (26)
- Giappone (27)
- Gibilterra (4)

- Gran Bretagna (36)
- Irlanda (36)
- Italia (31)
- Jugoslavia (3)
- Kazakistan (2)
- Kenya (35)
- Kirghizistan (4)
- Lesotho (2)
- Marocco (23)
- Messico (11)
- Nuova Zelanda (8)
- Paesi Bassi (6)
- Perù (1)
- Polonia (1)
- Portogallo (22)
- Romania (5)
- Ruanda (4)
- Russia (15)
- Seychelles (2)
- Slovacchia (2)

- Slovenia (1)
- Spagna (36)
- Sri Lanka (6)
- Stati Uniti (36)
- Sudafrica (14)
- Sudan (5)
- eSwatini (2)
- Svezia (2)
- Svizzera (2)
- Tagikistan (2)
- Tanzania (13)
- Tunisia (6)
- Turchia (3)
- Turkmenistan (2)
- Ucraina (8)
- Uganda (4)
- Uzbekistan (16)
- Zambia (6)
- Zimbabwe (3)

## Risultati

### Individuale (uomini seniores)
| Pos. | Atleta            | Nazione     | Tempo (m's") |
| ---- | ----------------- | ----------- | ------------ |
|      | Kenenisa Bekele   | Etiopia     | 34'52"       |
|      | John Yuda         | Tanzania    | 34'58"       |
|      | Wilberforce Talel | Kenya       | 35'20"       |
| 4    | Richard Limo      | Kenya       | 35'26"       |
| 5    | Charles Kamathi   | Kenya       | 35'29"       |
| 6    | Albert Chepkurui  | Kenya       | 35'32"       |
| 7    | Abderrahim Goumri | Marocco     | 35'43"       |
| 8    | Yonas Kifle       | Eritrea     | 35'47"       |
| 9    | Enock Mitei       | Kenya       | 35'49"       |
| 10   | Jaouad Gharib     | Marocco     | 35'57"       |
| 11   | Abdi Abdirahman   | Stati Uniti | 36'03"       |
| 12   | Assefa Mezegebu   | Etiopia     | 36'06"       |

### Squadre (uomini seniores)
| Wilberforce Talel | 3     |
| Richard Limo      | 4     |
| Charles Kamathi   | 5     |
| Albert Chepkurui  | 6     |
| (Enock Mitei)     | (n/s) |
| (Hosea Kogo)      | (n/s) |

| Kenenisa Bekele   | 1     |
| Assefa Mezegebu   | 11    |
| Habte Jifar       | 15    |
| Fita Bayissa      | 16    |
| (Lemma Alemayehu) | (n/s) |
| (Mesfin Hailu)    | (n/s) |

| Abderrahim Goumri | 7     |
| Jaouad Gharib     | 9     |
| Saïd Berrioui     | 19    |
| Elarbi Khattabi   | 23    |
| (Hakim Radouan)   | (DNF) |

- Nota: gli atleti tra parentesi non hanno concorso al punteggio totale della squadra

### Individuale (uomini tracciato corto)
| Pos. | Atleta          | Nazione     | Tempo (m's") |
| ---- | --------------- | ----------- | ------------ |
|      | Kenenisa Bekele | Etiopia     | 12'11"       |
|      | Luke Kipkosgei  | Kenya       | 12'18"       |
|      | Haylu Mekonnen  | Etiopia     | 12'20"       |
| 4    | Sammy Kipketer  | Kenya       | 12'26"       |
| 5    | Craig Mottram   | Australia   | 12'27"       |
| 6    | Julius Nyamu    | Kenya       | 12'30"       |
| 7    | Antonio Jiménez | Spagna      | 12'30"       |
| 8    | Joseph Kosgei   | Kenya       | 12'32"       |
| 9    | Khalid El Amri  | Marocco     | 12'33"       |
| 10   | Driss Maazouzi  | Francia     | 12'34"       |
| 11   | Jorge Torres    | Stati Uniti | 12'35"       |
| 12   | Saïd El Wardi   | Marocco     | 12'35"       |

### Squadre (uomini tracciato corto)
| Luke Kipkosgei   | 2     |
| Sammy Kipketer   | 4     |
| Julius Nyamu     | 6     |
| Joseph Kosgei    | 8     |
| (Abraham Chebii) | (n/s) |
| (Sammy Kiplagat) | (n/s) |

| Kenenisa Bekele  | 1     |
| Haylu Mekonnen   | 3     |
| Mohamed Awol     | 13    |
| Abiyote Abate    | 15    |
| (Million Wolde)  | (n/s) |
| (Berhanu Addane) | (n/s) |

| Antonio Jiménez    | 7     |
| Isaac Viciosa      | 14    |
| Alberto García     | 16    |
| Roberto García     | 20    |
| (José Luis Blanco) | (n/s) |
| (Iván Hierro)      | (n/s) |

- Nota: gli atleti tra parentesi non hanno concorso al punteggio totale della squadra

### Individuale (uomini under 20)
| Pos. | Atleta                      | Nazione | Tempo (m's") |
| ---- | --------------------------- | ------- | ------------ |
|      | Gebre-egziabher Gebremariam | Etiopia | 23'18"       |
|      | Abel Cheruiyot              | Kenya   | 23'19"       |
|      | Boniface Kiprop             | Uganda  | 23'28"       |
| 4    | Thomas Kiplitan             | Kenya   | 23'33"       |
| 5    | Eliud Kipchoge              | Kenya   | 23'39"       |
| 6    | Sileshi Sihine              | Etiopia | 23'42"       |
| 7    | Nicholas Kemboi             | Kenya   | 23'48"       |
| 8    | Girma Assefa                | Etiopia | 23'49"       |
| 9    | Abebe Dinkessa              | Etiopia | 23'50"       |
| 10   | Moses Mosop                 | Kenya   | 23'58"       |
| 11   | Martin Toroitich            | Uganda  | 24'05"       |
| 12   | Mike Kipyego                | Kenya   | 24'10"       |

### Squadre (uomini under 20)
| Abel Cheruiyot  | 2     |
| Thomas Kiplitan | 4     |
| Eliud Kipchoge  | 5     |
| Nicholas Kemboi | 7     |
| (Moses Mosop)   | (n/s) |
| (Mike Kipyego)  | (n/s) |

| Gebre-egziabher Gebremariam | 1     |
| Sileshi Sihen               | 6     |
| Girma Assefa                | 8     |
| Abebe Dinkessa              | 9     |
| (Tessema Absher)            | (n/s) |
| (Nasdr Abdesa)              | (n/s) |

| Boniface Kiprop  | 3  |
| Martin Toroitich | 10 |
| Paul Wakou       | 11 |
| Francis Musani   | 13 |

- Nota: gli atleti tra parentesi non hanno concorso al punteggio totale della squadra

### Individuale (donne seniores)
| Pos. | Atleta            | Nazione       | Tempo (m's") |
| ---- | ----------------- | ------------- | ------------ |
|      | Paula Radcliffe   | Gran Bretagna | 26'55"       |
|      | Deena Drossin     | Stati Uniti   | 27'04"       |
|      | Colleen de Reuck  | Stati Uniti   | 27'17"       |
| 4    | Miwako Yamanaka   | Giappone      | 27'19"       |
| 5    | Eyerusalem Kuma   | Etiopia       | 27'19"       |
| 6    | Merima Denboba    | Etiopia       | 27'21"       |
| 7    | Leila Aman        | Etiopia       | 27'25"       |
| 8    | Rose Cheruiyot    | Kenya         | 27'28"       |
| 9    | Pamela Chepchumba | Kenya         | 27'30"       |
| 10   | Teyiba Erkesso    | Etiopia       | 27'32"       |
| 11   | Leah Malot        | Kenya         | 27'35"       |
| 12   | Jen Rhines        | Stati Uniti   | 27'43"       |

### Squadre (donne seniores)
| Eyerusalem Kuma    | 5     |
| Merima Denboba     | 6     |
| Leila Aman         | 7     |
| Teyiba Erkesso     | 10    |
| (Ayelech Worku)    | (n/s) |
| (Atalelech Ketema) | (n/s) |

| Deena Drossin    | 2     |
| Colleen de Reuck | 3     |
| Jen Rhines       | 12    |
| Milena Glusac    | 21    |
| (Elva Dryer)     | (n/s) |
| (Amy Rudolph)    | (n/s) |

| Rose Cheruiyot    | 8     |
| Pamela Chepchumba | 9     |
| Leah Malot        | 11    |
| Jane Omoro        | 13    |
| (Jepkorir Ayabei) | (n/s) |
| (Monica Wangari)  | (n/s) |

- Nota: gli atleti tra parentesi non hanno concorso al punteggio totale della squadra

### Individuale (donne tracciato corto)
| Pos. | Atleta              | Nazione     | Tempo (m's") |
| ---- | ------------------- | ----------- | ------------ |
|      | Edith Masai         | Kenya       | 13'30"       |
|      | Worknesh Kidane     | Etiopia     | 13'36"       |
|      | Isabella Ochichi    | Kenya       | 13'39"       |
| 4    | Benita Johnson      | Australia   | 13'42"       |
| 5    | Suzy Favor Hamilton | Stati Uniti | 13'47"       |
| 6    | Abebech Nigussie    | Etiopia     | 13'53"       |
| 7    | Sonia O'Sullivan    | Irlanda     | 13'55"       |
| 8    | Amane Godana        | Etiopia     | 14'00"       |
| 9    | Rosanna Martin      | Italia      | 14'01"       |
| 10   | Anne Keenan-Buckley | Irlanda     | 14'03"       |
| 11   | Carrie Tollefson    | Stati Uniti | 14'05"       |
| 12   | Bouchra Chaâbi      | Marocco     | 14'06"       |

### Squadre (donne tracciato corto)
| Worknesh Kidane    | 2     |
| Abebech Nigussie   | 6     |
| Amane Godana       | 8     |
| Genet Gebregiorgis | 16    |
| (Merima Hashim)    | (n/s) |
| (Sinkinesh Gudeta) | (n/s) |

| Edith Masai       | 1     |
| Isabella Ochichi  | 3     |
| Nancy Wambui      | 13    |
| Jane Kiptoo       | 17    |
| (Priscah Ngetich) | (n/s) |

| Sonia O'Sullivan     | 7     |
| Anne Keenan-Buckley  | 10    |
| Rosemary Ryan        | 18    |
| Maria McCambridge    | 50    |
| (Valerie Vaughan)    | (n/s) |
| (Maureen Harrington) | (n/s) |

- Nota: gli atleti tra parentesi non hanno concorso al punteggio totale della squadra

### Individuale (donne under 20)
| Pos. | Atleta             | Nazione    | Tempo (m's") |
| ---- | ------------------ | ---------- | ------------ |
|      | Viola Kibiwott     | Kenya      | 20'13"       |
|      | Tirunesh Dibaba    | Etiopia    | 20'14"       |
|      | Vivian Cheruiyot   | Kenya      | 20'22"       |
| 4    | Fridah Domongole   | Kenya      | 20'23"       |
| 5    | Peninah Chepchumba | Kenya      | 20'24"       |
| 6    | Bezunesh Bekele    | Etiopia    | 20'34"       |
| 7    | Mestawat Tufa      | Etiopia    | 20'40"       |
| 8    | Snezana Kostic     | Jugoslavia | 20'43"       |
| 9    | Melissa Rollison   | Australia  | 20'50"       |
| 10   | Sharon Cherop      | Kenya      | 20'53"       |
| 11   | Yenealem Ayano     | Etiopia    | 20'59"       |
| 12   | Valentine Koech    | Kenya      | 21'03"       |

### Squadre (donne under 20)
| Viola Kibiwott     | 1     |
| Vivian Cheruiyot   | 3     |
| Fridah Domongole   | 4     |
| Peninah Chepchumba | 5     |
| (Sharon Cherop)    | (n/s) |
| (Valentine Koech)  | (n/s) |

| Tirunesh Dibaba | 2     |
| Bezunesh Bekele | 6     |
| Mestawat Tufa   | 7     |
| Yenealem Ayano  | 9     |
| (Meseret Defar) | (n/s) |
| (Derbe Ayele)   | (n/s) |

| Emi Ikeda          | 10    |
| Chiaki Iwamoto     | 14    |
| Mika Matsumoto     | 17    |
| Ayumi Hashimoto    | 22    |
| (Misaki Katsumata) | (n/s) |

- Nota: gli atleti tra parentesi non hanno concorso al punteggio totale della squadra

## Medagliere
Legenda
     Paese ospitante
| Posizione | Paese         | Oro | Argento | Bronzo | Totale |
| --------- | ------------- | --- | ------- | ------ | ------ |
| 1         | Kenya         | 6   | 3       | 4      | 13     |
| 2         | Etiopia       | 5   | 6       | 1      | 12     |
| 3         | Gran Bretagna | 1   | 0       | 0      | 1      |
| 4         | Stati Uniti   | 0   | 2       | 1      | 3      |
| 5         | Tanzania      | 0   | 1       | 0      | 1      |
| 6         | Uganda        | 0   | 0       | 2      | 2      |
| 7         | Giappone      | 0   | 0       | 1      | 1      |
| 7         | Irlanda       | 0   | 0       | 1      | 1      |
| 7         | Marocco       | 0   | 0       | 1      | 1      |
| 7         | Spagna        | 0   | 0       | 1      | 1      |
| Totale    | Totale        | 12  | 12      | 12     | 36     |